# Луций Косоний Гал
Луций Косоний Гал (на латински: Lucius Cossonius Gallus; пълно име: Lucius Cossonius Gallus Vecilius Crispinus Mansuanius Marcellinus Numisius Sabinus) e сенатор на Римската империя през 1 и 2 век.
Произлиза от фамилията Косонии, клон Гал. Той служи като трибун в XXI Хищнически легион, който е унищожен на Дунава през 92 г.
До 100 г. Гал е triumvir capitalis, след това легат в провинция Азия. 115/116 г. e проконсул на Сардиния. През 116 г. е суфектконсул заедно с Децим Теренций Гентиан. След това Гал става 117/118 г. легат на Галация и около 120 г. легат на Юдея.